# Konieczko (nazwisko)

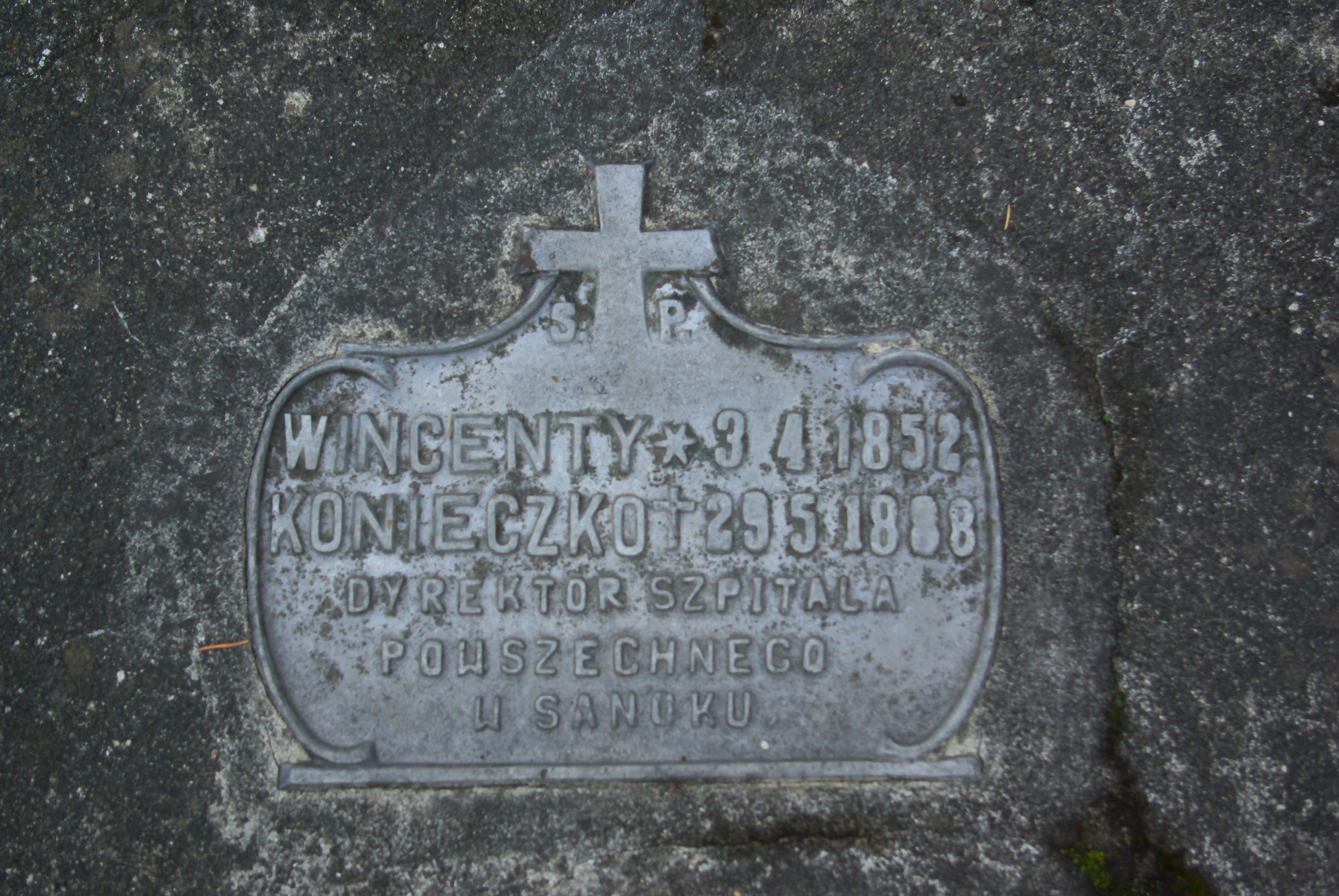
Tablica Pamiątkowa Wincentego Konieczko

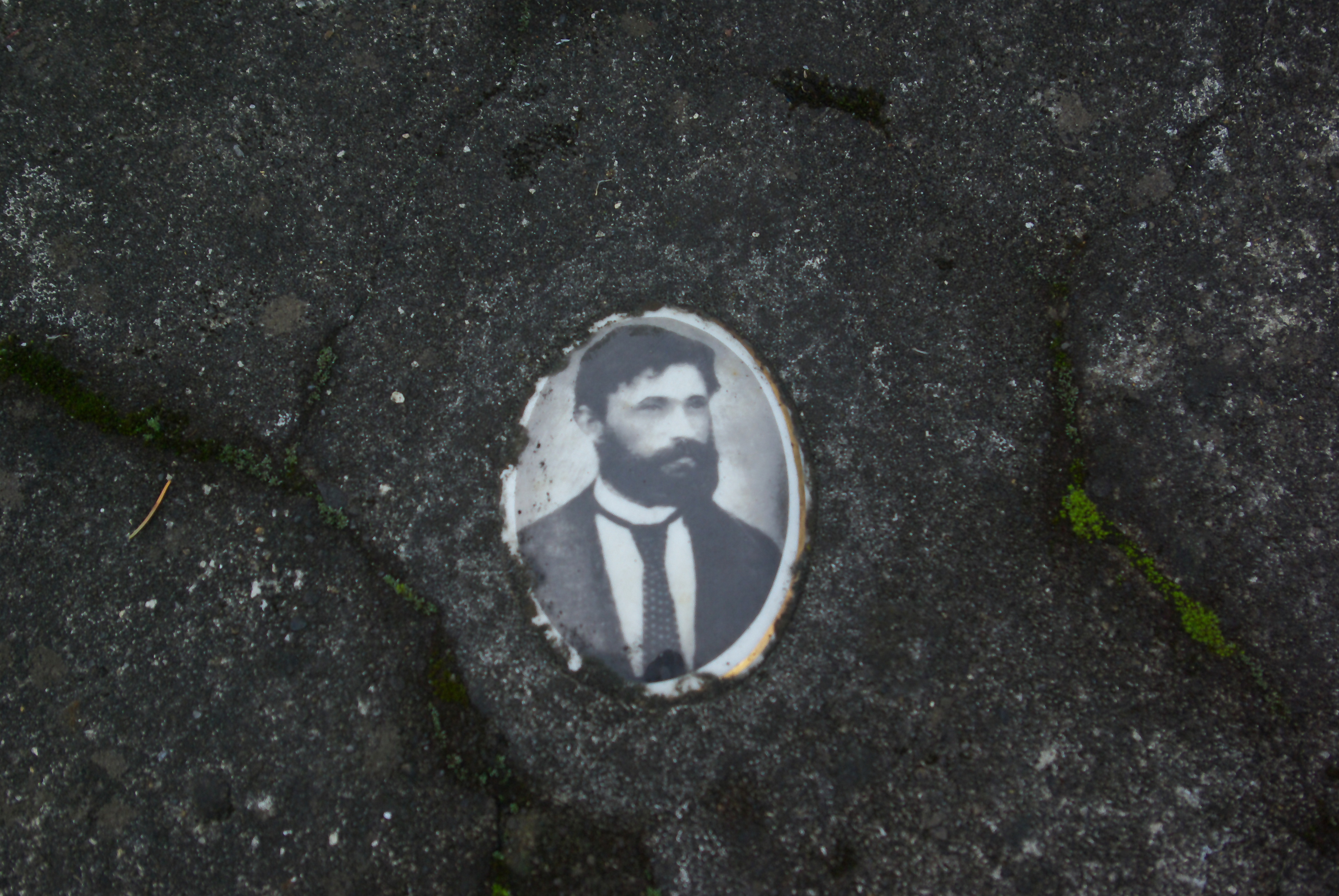
Zdjęcie przedstawiające Wincentego Konieczko – dyrektora szpitala w Sanoku

Konieczko – polskie nazwisko pochodzenia staropolskiego. pochodzące z od słów koniec, tj. granica. Po raz pierwszy pojawiło się w Polsce w 1453 roku, kiedy n. Konieczko założył wieś Koniecki-Rostroszewo. Od nazwiska pochodzą nazwy wsi: Konieczkowa, Konieczki. W 2002 nazwisko posiadało 1660 osób.

## Osoby z tym nazwiskiem
- Adam Konieczko (1919–2006) – polski malarz[3]
- Łukasz Konieczko (ur. 1964) – polski malarz, profesor ASP w Krakowie[4], syn Adama[potrzebny przypis]
- Zbigniew Konieczko (ur. 1964) – polski piłkarz[5]
- Sascha Konietzko (ur. 21 czerwca 1961 w Hamburgu) - Niemiecki Muzyk.
- Bryan Joseph Konietzko (ur. 1975) - Amerykański animator, producent.